# Zeche Perm
Die Zeche Perm war ein Erzbergwerk bei der Bergwerksstadt Ibbenbüren im Tecklenburger Land. Der Erzbergbau begann erstmals im 16. Jahrhundert und dauerte bis 1921 an. Von 1936 bis 1941 lebte der Bergbau im Rahmen der Autarkiebestrebung des Dritten Reiches erneut auf. Die einzelnen Bergwerke wurde von 1880 bis 1901 vom Georgs-Marien-Bergwerks- und Hüttenverein konsolidiert, daraus entstand die „Zeche Perm“.

## Geologie der Lagerstätten
Die Erzlagerstätten am Schafberg sind in den Zechstein des Perm eingelagert. Daher rührt auch die Bezeichnung der Zeche Perm. Im Laufe der Zeit gelangte dieses Gestein in große Tiefe. Vom Mesozoikum bis zum Tertiär wurde das Gestein um bis zu 2000 m aus der Tiefe heraufgehoben. Der relativ steile Anstieg von bis zu 100 m auf das Plateau des Schafbergs macht dieses noch heute deutlich. Die Bildung dieser Lagerstätte wird auf den Zeitraum der oberen Kreide zurückgeführt.
In seinem Buch über die Erzlagerstätte verwies der Geologe Stadler 1971 auf die Zusammenwirkung des Bramscher Plutons mit der Erzlagerstättenbildung. Diese ist auch verantwortlich für die weitgehenden Inkohlung der Kohlenflöze im Ibbenbürener Steinkohlenrevier. Das Vorkommen der Erzlagerstätte ist vergleichbar mit den Lagerstätten des Hüggels und am Piesberg in der Nähe von Osnabrück. Die Erzbildung ist nicht vom Pluton selbst ausgegangen, sondern seine Hitzewirkung auf die umgebenden Gesteine verursachte dies. Erze tiefer liegender Schichten wurden hydrothermal in dem vom Pluton erhitzten Wasser gelöst, setzte sich in Bewegung und stieg in Klüfte und Spalten auf. Dort wurden die Erze durch chemische Prozesse aus dem Wasser ausgefällt und lagerten sich in den Klüften und Spalten ein. 
Der Zechsteinkalk ist teilweise durch Eisenspat (Siderit, FeCO3) verdrängt worden. An der Tagesoberfläche ist dieses Erz durch Verwitterung in Brauneisenstein und Ocker umgewandelt worden. Schwerspat sowie sulfidische Blei- und Zinkerze sind als Gangart ausgebildet. Diese entstanden in einer späteren schwefelhaltigen Phase der Erzbildung. Die hauptsächlichen Vorkommen der Erze erstreckten sich am östlichen Randbereich des Schafberges. Aber auch am Westrand befindet sich eine Erzanlagerung, diese wurde aber nie bergmännisch erschlossen.
Die Eisenlagerstätten hatten Gehalte von 23 bis 52,5 Gew.-% Eisen und maximal 5,5 Gew.-% Mangan. Anders als am Hüggel waren die Erze hier stark kieselsäurehaltig.
Die Metallgehalte der Galmeivorkommen hatten Zinkgehalte von 9 bis 28 % Zink.

## Geschichte
Ende des 17. Jahrhunderts, als Ibbenbüren unter der Herrschaft der Oranier stand, wurden vermutlich erstmals Eisenerze gewonnen und in der Bockradener Schmelzhütte verhüttet. Bei Analysen der Erzproben wurde Silber-Minerals mit angetroffen.
Der Hüttenunternehmer Leopold Wilhelm Schmölder erhielt im Jahr 1806 das 39.442 ha umfassende Eisenerz-Distriktfeld „Friedrich Wilhelm“ zur Gewinnung von Raseneisenerzen und „Bergerz“. Wegen des störenden Zinkgehalts des Erzes kam es 1832 zur vorläufigen Einstellung des Betriebes zur Gewinnung des Bergerzes. Der Raseneisenerzbergbau wurde weiter betrieben.
1877 wurde der Friedrich-Wilhelm-Stollen aufgefahren und mit einer 2,4 km langen Schmalspurbahn mit dem Bahnhof Ibbenbüren verbunden. Im Jahr 1883 ging die Eisengrube in den Besitz des Georgs-Marien-Bergwerks- und Hüttenvereins (GMV) über. 
In unmittelbarer Nähe des Eisenerzbergbaus am Rochus bestand von 1852 bis 1883 die Galmeigrube „St. Rochus“, in der im Tagebau Galmei mit Zinkgehalten von 9 bis 28 Gew.-% gewonnen wurde.

### Eisen-, Blei- und Zinkerzgrube Perm
1866 konsolidierte sich die Zeche Perm unter dem Hörder Bergwerks- und Hütten-Verein zur Gewinnung von Eisenerz in der Nähe des Preußischen Adlerstollens des Steinkohlenbergwerkes Ibbenbüren. Es wurde der Preußische Adlerstollen aufgewältigt und mehrere Schächte geteuft. Zum Bahnhof in Laggenbeck wurde eine Pferdebahn gebaut. Im Jahr 1867 wurde eine kleine Erzaufbereitung in Betrieb genommen. Wegen des hohen Wasserzuflusses von 12 bis 13 m³ pro Minute wurde der Betrieb im Jahre 1876 eingestellt.

### Zeche Hector
Am östlichen Ende des Schafberges schürfte die Eisenhütte Porta Westfalica auf Eisenerz und legte im Jahr 1860 einen kleinen Grubenbetrieb an. Dieser wurde im Jahr 1883 von der GMV übernommen.

### Grube Preußisch Meppen
Nördlich der Zeche Hector betrieb die Firma „Reismann & Comp., Kommanditgesellschaft für Bergbau und Hüttenbetrieb Meppen“ eine kleine Grube zur Gewinnung von Eisenerz für die Gießerei Meppen. Später lieferte man das Eisenerz zum Farbwerk Oranien nach Laggenbeck. 1893 wurde die Grube mit der Grube Muck & Horst zur Gewerkschaft Zeche Oranien konsolidiert.

### Zeche Muck und Horst
Auf der Nordseite des Schafberges im Gebiet der Gemeinde Mettingen wurden ab 1868 Eisen-, Blei- und Zinkerze gefördert. Die Bleiförderung wurde 1893 und die Eisenockerförderung 1900 aufgegeben.

### Konsolidierung der Ibbenbürener Erzgruben

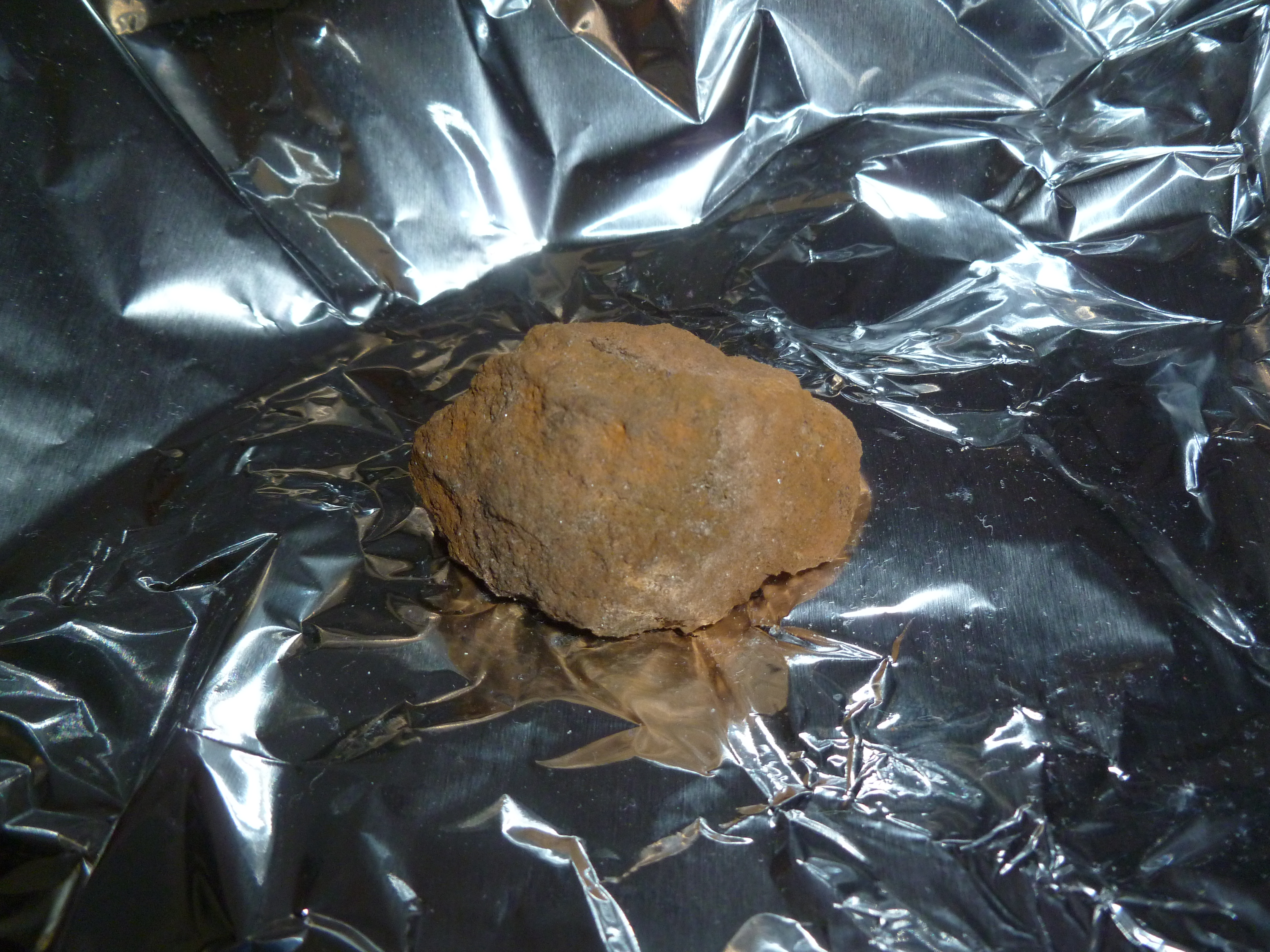
Eisenerz aus dem Rochus bei Ibbenbüren

Die Gewerkschaft Perm fasste bereits 1870 den Plan, die verschiedenen Gruben zu vereinigen, einen gemeinsamen Bergbau zu betreiben und eigene Hochöfen zu errichten. Als dieses fehlschlug, wurde das Vorhaben von der GMV aufgegriffen. Sie kaufte 1880 die Bergwerke Perm, 1883 Friedrich Wilhelm und Hector sowie 1901/02 Oranien. 1881 wurde der Permer Stollen aufgefahren und durch eine Grundstrecke mit der Zeche Friedrich Wilhelm verbunden. Bevor die 7 km lange Grundstrecke 1912 vollendet war, verband die Schleppbahn die Zechen.
Vom Permer Stollen aus erfolgte der weitere Transport über die normalspurige Permer Bahn, die über Osterberg durch Hasbergen zum Bahnhof Wulfskotten führte. Dort fädelte die Strecke in die Werkbahn Hasbergen–Georgsmarienhütte ein. Über diese wiederum bestand Anschluss zum gleichnamigen Hüttenwerk und zum Bahnhof in Hasbergen an der Strecke Osnabrück–Münster.
Die Zeche Hector wurde 1916 nach Erschöpfung der Lagerstätte stillgelegt. In der Zeche Perm förderte man von 1912 bis zur Stilllegung 1921 Blei- und Zinkerze. Wegen des geringen Eisenanteils im Vergleich zu schwedischen Erzen wurden 1921 alle Gruben stillgelegt. Lediglich die Zeche Friedrich Wilhelm förderte von 1936 bis 1941 nochmals im Tagebau und Tiefbau Eisenerz. Bis 1985 wurde die Wasserversorgung der Zeche Hector durch den Wasserversorgungsverband Tecklenburger Land aufrechterhalten. Heute beherbergt der Permer Stollen im Winter über 700 Fledermäuse. Er ist damit einer der größten Fledermausrückzugsräume Westfalens.